# Pablo (Montana)
Pablo es un lugar designado por el censo ubicado en el condado de Lake en el estado estadounidense de Montana. En el Censo de 2010 tenía una población de 2254 habitantes y una densidad poblacional de 179,47 personas por km².

## Geografía
Pablo se encuentra ubicado en las coordenadas 47°36′15″N 114°6′21″O / 47.60417, -114.10583. Según la Oficina del Censo de los Estados Unidos, Pablo tiene una superficie total de 12.56 km², de la cual 12.55 km² corresponden a tierra firme y (0.04%) 0.01 km² es agua.

## Demografía
Según el censo de 2010, había 2254 personas residiendo en Pablo. La densidad de población era de 179,47 hab./km². De los 2254 habitantes, Pablo estaba compuesto por el 34.07% blancos, el 0.49% eran afroamericanos, el 57.1% eran amerindios, el 0.18% eran asiáticos, el 0.04% eran isleños del Pacífico, el 0.58% eran de otras razas y el 7.54% pertenecían a dos o más razas. Del total de la población el 4.35% eran hispanos o latinos de cualquier raza.